# Шіманто (Такаока)
Шіманто́ (яп. 四万十町, しまんとちょう, МФА: [ɕimanto t͡ɕoː]?) — містечко в Японії, в повіті Такаока префектури Коті.  Отримало статус містечка 2006 року. Площа становить 642,09 км². Станом на 1 липня 2012 року населення складало 18 205  осіб, густота населення — 28,4 осіб/км².   

## Демографія
Згідно з даними перепису населення Японії, населення Шіманто зменшується з 50-х років. Станом на 1 жовтня 2020 року населення складало 15 607 осіб, з яких чоловіків — 7442 осіб, жінок — 8165 осіб. Густота населення — 24,30 осіб/км².